# Hollfeld
Hollfeld é um município da Alemanha, localizado no distrito Bayreuth, no estado de Baviera.

## Galeria

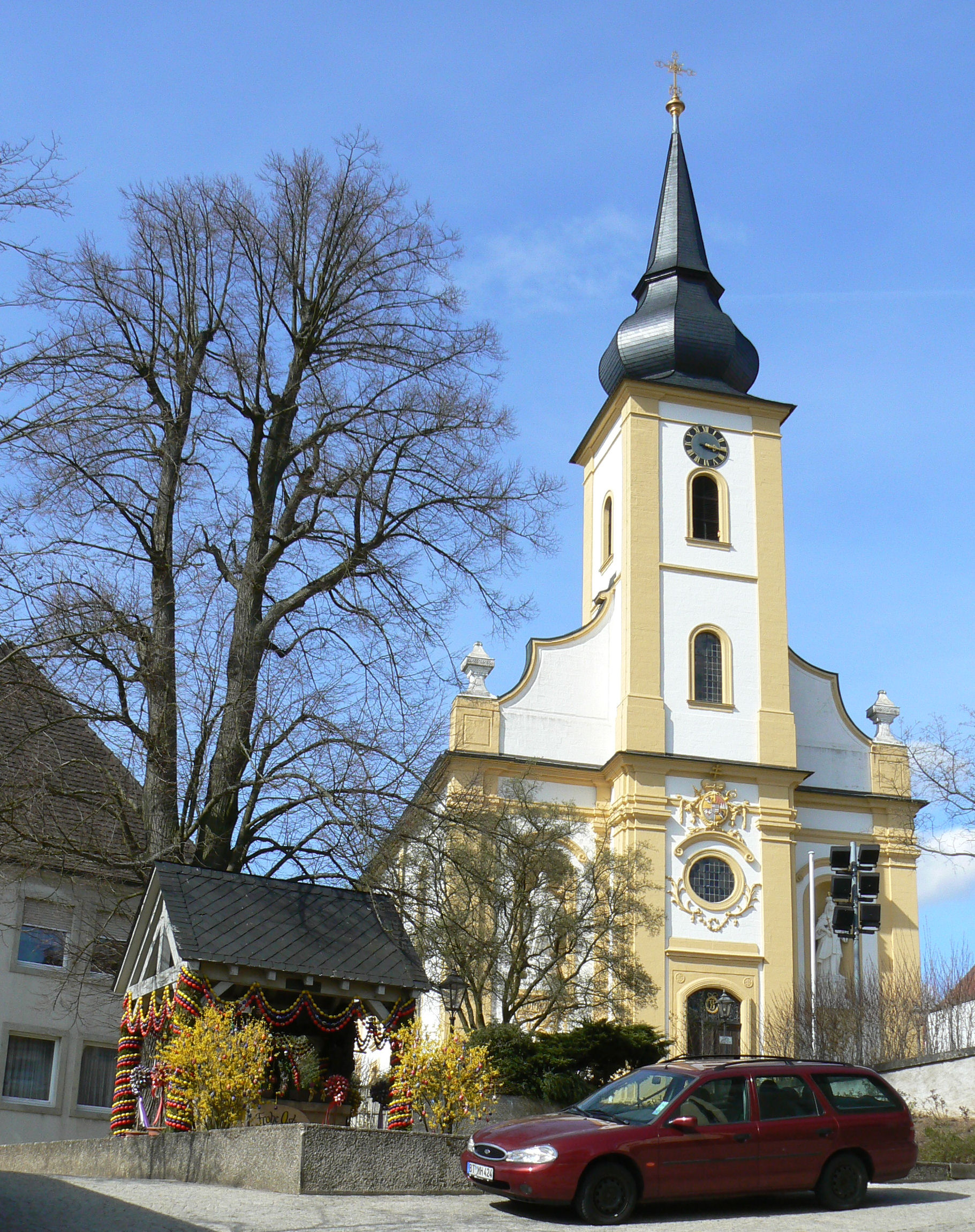
Mariä Himmelfahrt
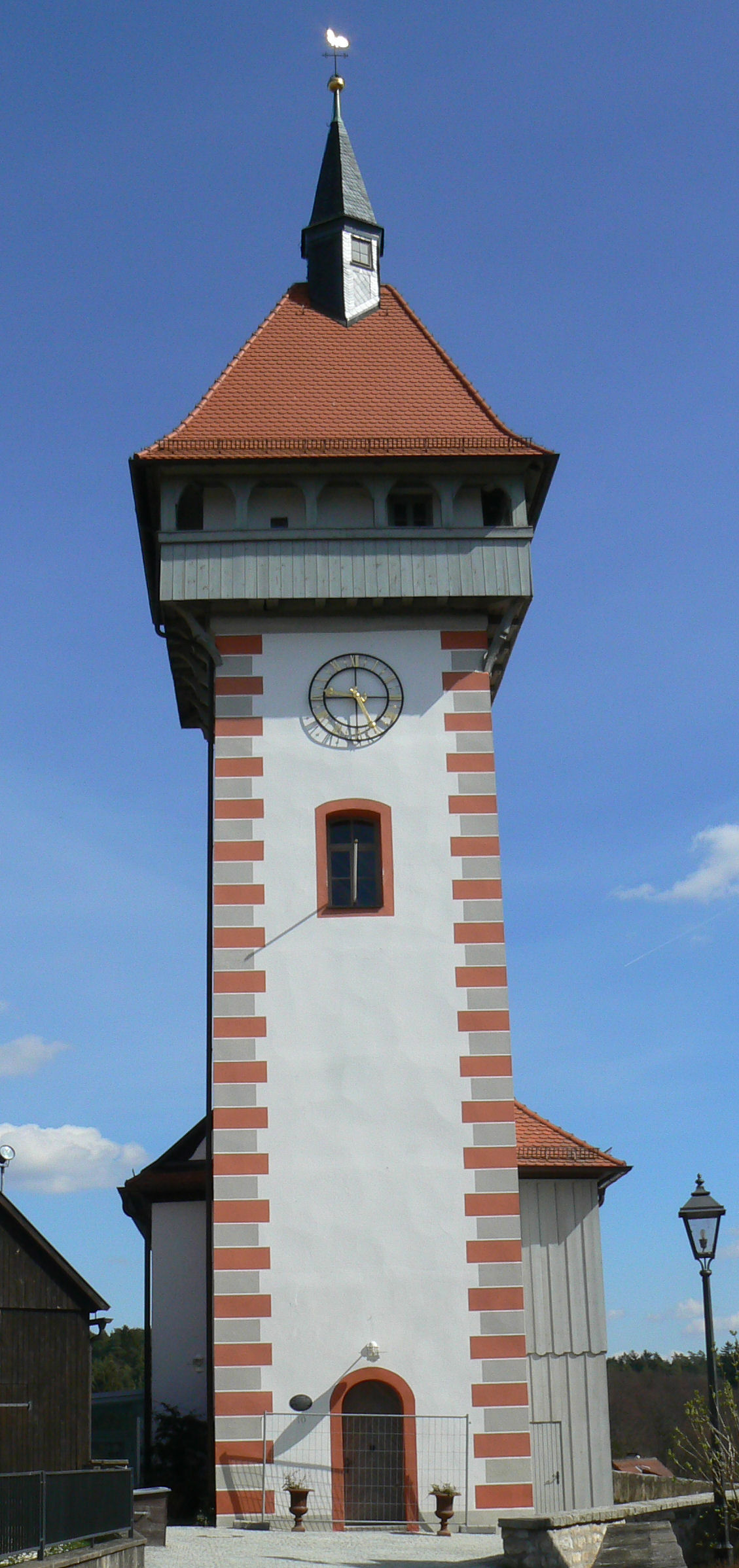
Gangolfsturm

## Vilarejos
|             |             |             |            |             |             |           |
| Drosendorf  | Fernreuth   | Freienfels  | Gottelhof  | Hainbach    | Höfen       | Hollfeld  |
|             |             |             |            |             |             |           |
| Kainach     | Krögelstein | Loch        | Moggendorf | Neidenstein | Pilgerndorf | Schönfeld |
|             |             |             |            |             |             |           |
| Stechendorf | Tiefenlesau | Treppendorf | Weiher     | Welkendorf  | Wiesentfels | Wohnsdorf |